# هرمان دالی
هرمان دالی (انگلیسی: Herman Daly؛ زادهٔ ۱۹۳۸ (۸۶–۸۷ سال) فوت: اکتبر 2022 یک اقتصاددان محیط زیستی اهل ایالات متحده آمریکا است. او اقتصاددان ارشد در بخش اقتصاد محیط زیست بانک جهانی بود و کارهای وی توانست برای ایجاد چارچوب ها  و خط مشی های سیاست گذاری در زمینه توسعه پایدار کمک شایانی نماید.
او قبل از اینکه عهده دار این مسئولیت شود استادیار دانشگاه یل و استاد تمام دانشگاه لوییزیانا بود. همچنین او هم بنیانگذار مجله معتبر اقتصاد زیست محیطی بود
دالی و جان کاب در سال 1989 شاخص توسعه پایدار رفاه را طراحی و معرفی نمودند.
وی همچنین برندهٔ جوایزی همچون جایزه هاینکن،جایزه لئونتیف، جایزه سوفی و جایزه نوبل آلترناتیو شده است.